# Данву ла Ферјер
Данву ла Ферјер (фр. Danvou-la-Ferrière) насеље је и општина у северној Француској у региону Доња Нормандија, у департману Калвадос која припада префектури Вир.
По подацима из 2011. године у општини је живело 167 становника, а густина насељености је износила 14,51 становника/km². Општина се простире на површини од 11,51 km². Налази се на средњој надморској висини од 280 метара (максималној 298 m, а минималној 177 m).

## Демографија
| 1962. | 1968. | 1975. | 1982. | 1990. | 1999. | 2011. |
| ----- | ----- | ----- | ----- | ----- | ----- | ----- |
| 179   | 186   | 179   | 177   | 155   | 166   | 167   |

График промене броја становника у току последњих година